# 매직게이트

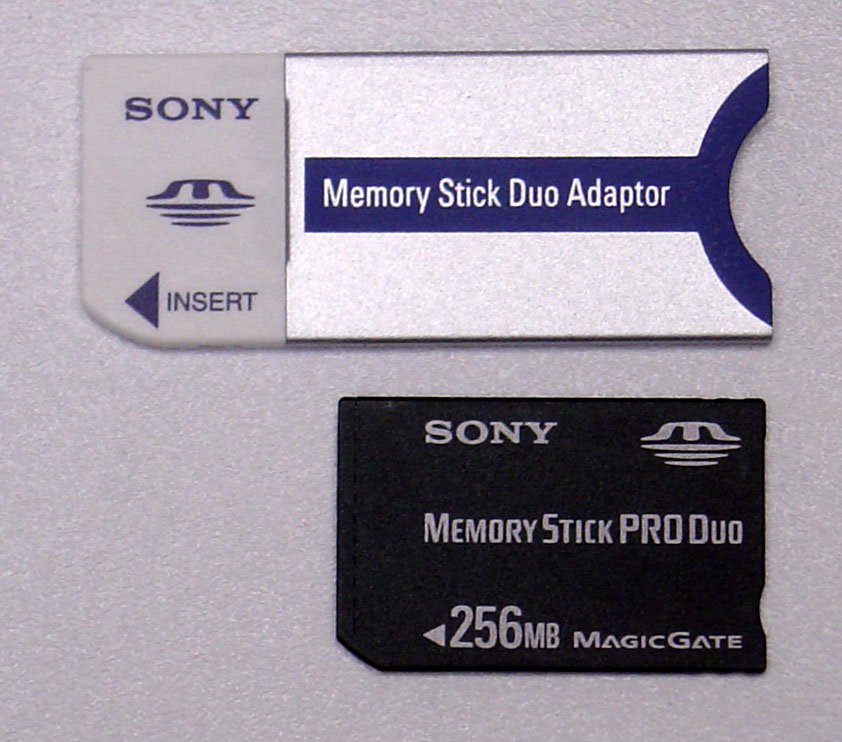
매직게이트를 사용한 메모리 스틱 듀오

매직게이트(MagicGate)는 소니가 1999년에 SDMI(Secure Digital Music Initiative)의 일부로 선보인 복사 보호 기술이다. 파일 복사 방식을 제어하기 위하여 장치의 콘텐츠에 걸린 암호를 해제하고 기억 장치와 카드 리더 두 곳에 매직게이트 칩을 사용함으로써 동작한다.
매직게이트 암호 해제는 플레이스테이션 2의 메모리 카드에 쓰이며 2004년에 소니의 메모리 스틱 제품에 모두 채용되었다. 소니의 네트워크 워크맨과 같은 장치들에는 매직게이트 기술을 이용하는 메모리 스틱만 이용할 수 있게 하고 있다.
매직게이트에 장착된 메모리 스틱 듀오 카드들은 카드의 끝에 위치한 노치(notch)로 식별한다.

## 참조
- 메모리 스틱 저작권 보호 기술

## 같이 보기
- OpenMG